# 無肘詠蚜
無肘詠蚜（学名：Hysteroneura setariae）为常蚜科詠蚜屬下的一个种。